# Stropis nigrovitellina
Stropis nigrovitellina är en insektsart som beskrevs av Sjöstedt 1920. Stropis nigrovitellina ingår i släktet Stropis och familjen gräshoppor. Inga underarter finns listade i Catalogue of Life.